# Praia Norte (Tocantins)
Praia Norte es un municipio brasileño del estado del Tocantins. Se localiza a una latitud 5°23′35″ S y a una longitud 47°48′40″ O, estando a una altitud de 122 metros. Su población estimada en 2004 era de 7832 habitantes.
Posee un área de 294,911 km².